# Trichocentrum recurvum
Trichocentrum recurvum är en orkidéart som beskrevs av John Lindley. Trichocentrum recurvum ingår i släktet Trichocentrum och familjen orkidéer. Inga underarter finns listade i Catalogue of Life.